# Djupsjön (Nordmalings socken, Ångermanland)
Djupsjön är en sjö i Nordmalings kommun i Ångermanland och ingår i Leduåns huvudavrinningsområde. Sjön har en area på 0,419 kvadratkilometer och ligger 98 meter över havet.

## Delavrinningsområde
Djupsjön ingår i det delavrinningsområde (706906-167944) som SMHI kallar för Mynnar i Djupsjöbäcken. Medelhöjden är 135 meter över havet och ytan är 11,49 kvadratkilometer. Det finns inga avrinningsområden uppströms utan avrinningsområdet är högsta punkten. Vattendraget som avvattnar avrinningsområdet har biflödesordning 3, vilket innebär att vattnet flödar genom totalt 3 vattendrag innan det når havet efter 12 kilometer. Avrinningsområdet består mestadels av skog (63 procent), öppen mark (14 procent) och jordbruk (13 procent). Avrinningsområdet har 0,61 kvadratkilometer vattenytor vilket ger det en sjöprocent på 5,3 procent.